# Maxfelsen

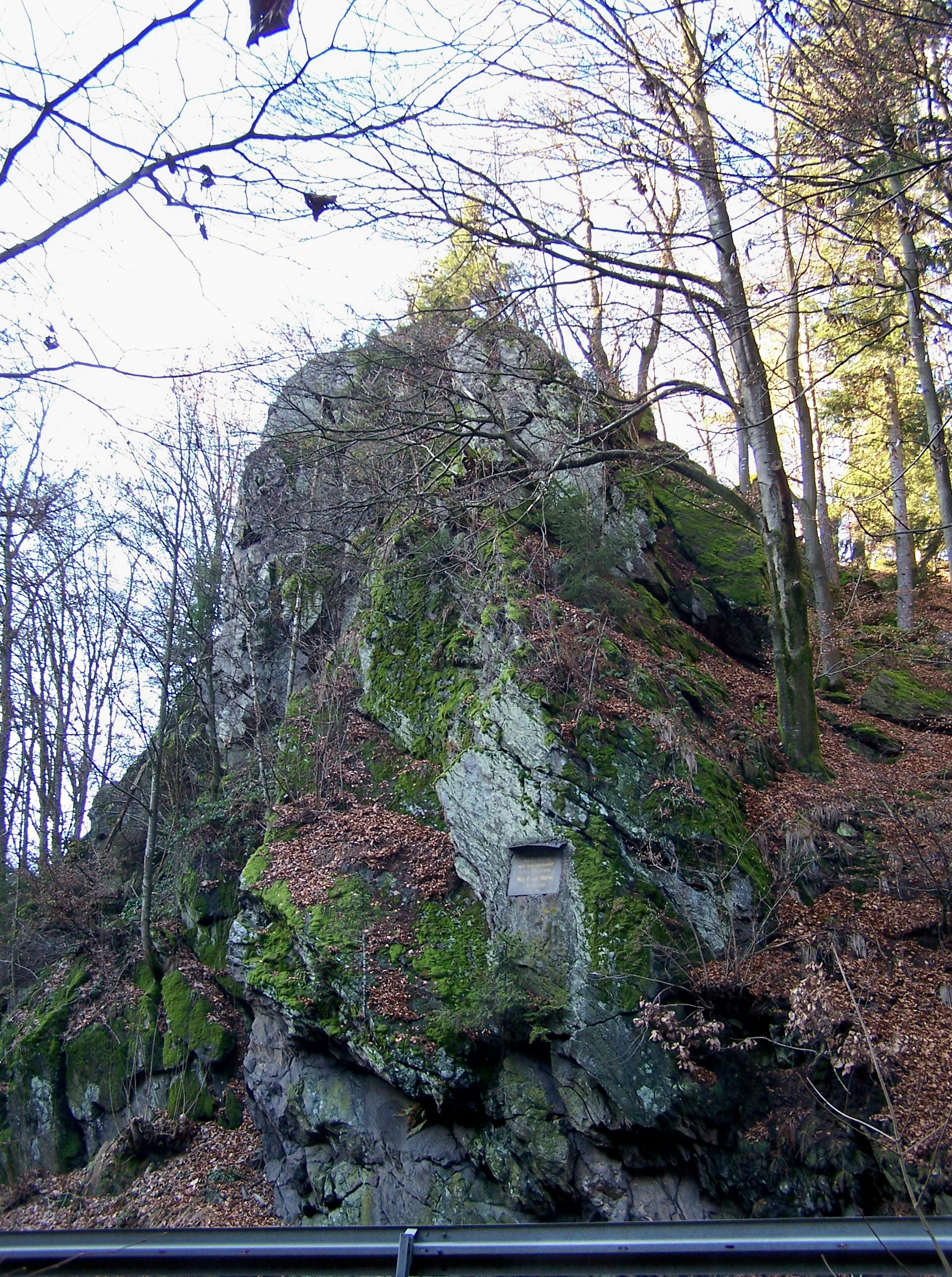
Maxfelsen von der Ruselbergstraße aus gesehen.

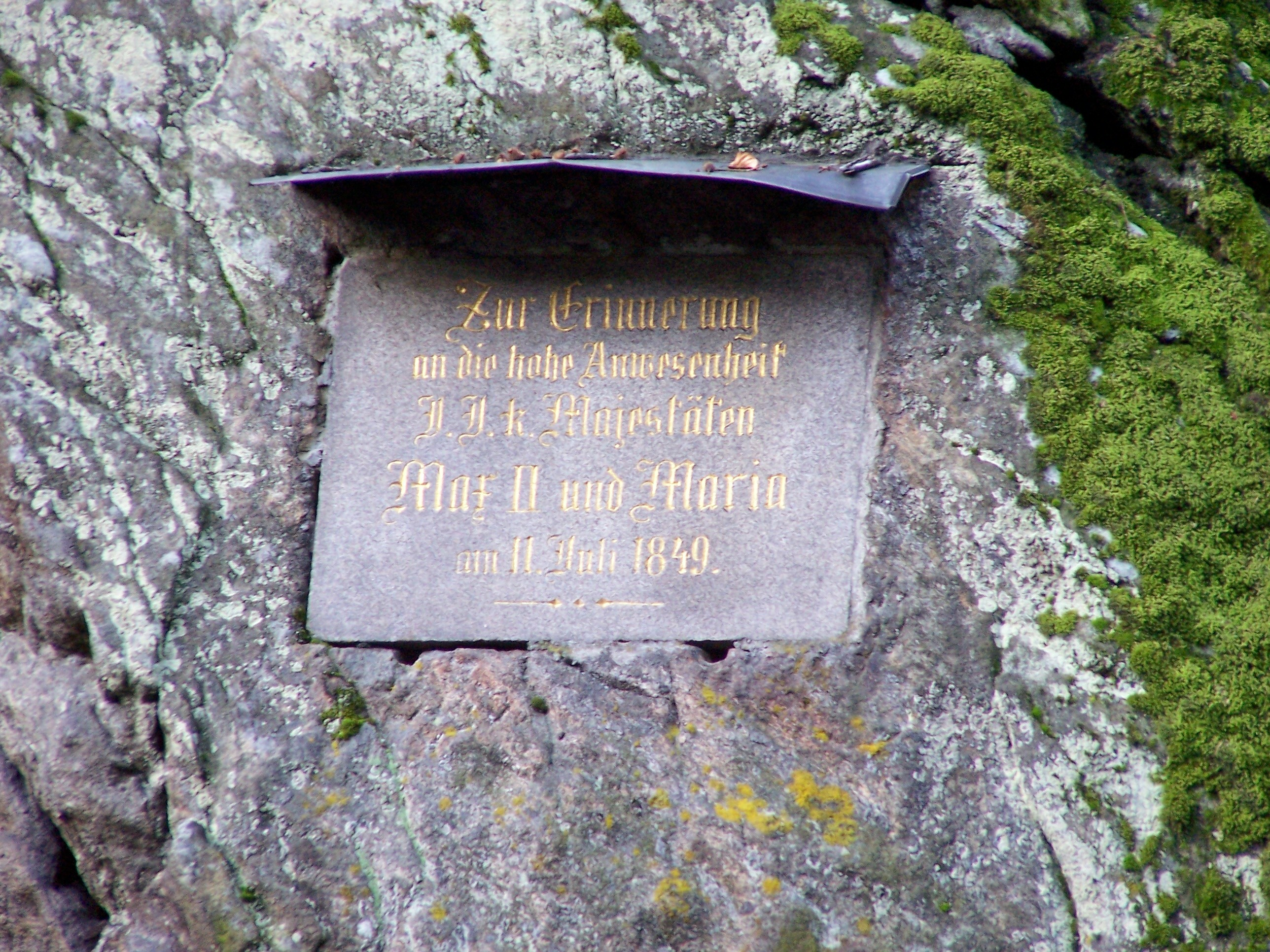
Gedenktafel am Maxfelsen.

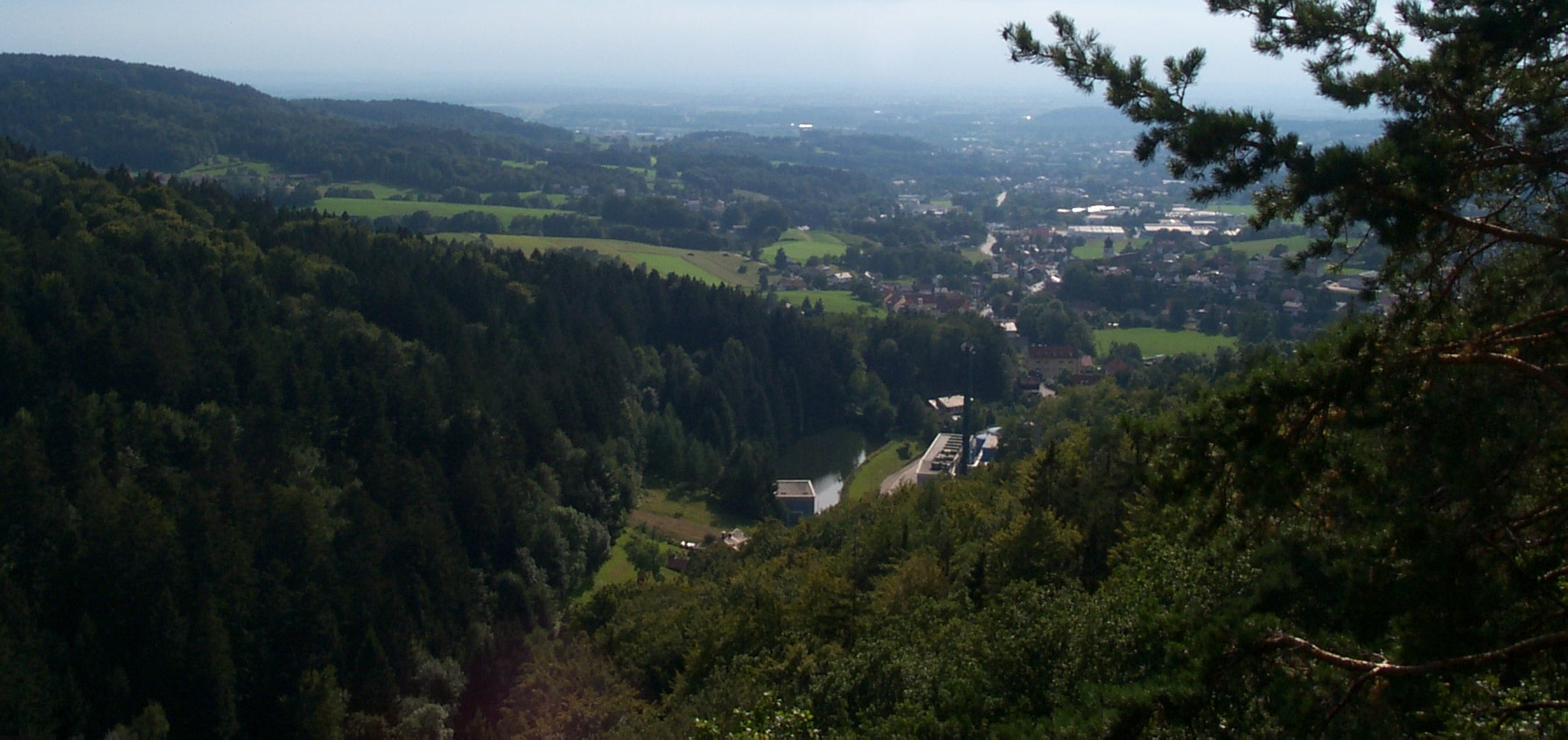
Blick vom Maxfelsen bei Mietraching nach Deggendorf.

Der Maxfelsen ist ein Felsen. Er ist eine lokale Sehenswürdigkeit und Naturdenkmal in Deggendorf.

## Lage
Der Maxfelsen befindet sich östlich von Maxhofen in einem Waldstück nördlich von Parst auf einer Höhe von etwa 550 Meter. Der Fels steht unmittelbar an der Ruselbergstraße (Staatsstraße 2135) in Fahrrichtung links, von Deggendorf aus kommend, Abschnitt Mietraching-Hackermühle.

## Geschichte
Am 11. Juli 1849 besuchten Maximilian II. und seine Gemahlin Maria die Rusel.
Zu diesem denkwürdigen Ereignis wurde eine Gedenktafel am Felsen angebracht, wodurch dieser zu seinem Namen kam. Der 15 Meter hohe Felsen ist auch heute noch eine Besonderheit für Wanderer, da er eine gute Aussicht bietet.
Die Felswand ist vom Bayerischen Landesamt für Umwelt als bedeutendes Geotop (271A015) ausgewiesen.